# Ramsinniemi
Ramsinniemi  est une péninsule du golfe de Finlande dans la section Meri-Rastila du quartier de Vuosaari à Helsinki en Finlande.

## Présentation
Ramsinniemi est une péninsule boisée et une ancienne zone de villas dans le coin sud-ouest de Vuosaari.
À l'est de Ramsinniemi, sur l'autre rive de l'étendue Kallahdenselkä, se trouve Kallahdenniemi.

## Histoire
Ramsinniemi fait partie des ensembles de villas construites dans l'archipel oriental d'Helsinki à la fin du XIXe siècle.
Sur la carte de 1873, un seul bâtiment est marqué sur Ramsinniemi, apparemment la cabane de pêcheur du manoir de Rastila.
La même année, le canal de Laajasalo a été ouvert, ce qui a facilité la circulation de bateaux à vapeur qui avait commencé en 1857 d'Helsinki vers son archipel oriental, y compris vers Ramsinniemi.
Par la route, le trajet à cheval du centre-ville jusqu'à Vuosaari via Malmi et Viikki prenait jusqu'à six heures, tandis que le trajet en bateau à vapeur ne prenait qu'une heure.
Les familles urbaines s'installant dans leurs villas tout au long de l'été pouvaient aussi transporter plus de marchandises, même des pianos.
Les parcelles des villas de Ramsinniemi ont été séparées des terres du manoir de Rastila au tournant du 20e siècle, notamment entre 1907 et 1912.
Les concepteurs des villas en bois héritées de cette période sont Lars Sonck (une villa construite pour Karl Stockmann à la pointe de la péninsule), Magnus Schjerfbeck et Selim A. Lindqvist.
Après la Seconde Guerre mondiale, Ramsinniemi a commencé à intéresser la communauté des affaires finlandaise en tant que lieu de loisirs et de formation du personnel, et les villas de la zone ont commencé à être utilisées comme installations de formation, de loisirs ou de représentation par Enso-Gutzeit, Transmeri et la Banque de Finlande, entre autres.
En 1952, Alvar Aalto a conçu la villa Iltala pour Enso-Gutzeit.